# House of Cards (téléfilm)
Pour les articles homonymes, voir House of Cards.
Pour plus de détails, voir Fiche technique et Distribution.
House of Cards est un téléfilm américain diffusé pour la première fois en 2001 sur NBC.

## Fiche technique
- Titre : : House of Cards
- Réalisation :
- Scénario : Drew Carey, Bruce Helford, Dan Patterson et Sam Simon
- Musique :
- Casting : Sheila Guthrie
- Pays d'origine :  États-Unis
- Producteur : Drew Carey, Bruce Helford, Dan Patterson et Sam Simon
- Sociétés de production : Warner Bros. Television
- Société de distribution : NBC
- Format : couleur
- Genre : Téléfilm
- Durée :
- Date de sortie :
  -  États-Unis : 2001

## Distribution
- Joe Walsh : lui-même
- Jeff Bryan Davis
- Delaina Mitchell : la fille dans l'avion
- Drew Carey
- Danielle Hoover
- J. C. Maçek III : le gars sauvage